# John Clarke (geologo)
John Mason Clarke (Canandaigua, 15 aprile 1857 – Albany, 29 maggio 1925) è stato un geologo e paleontologo statunitense.

## Biografia
Si è laureato ad Amherst nel 1877 e si è specializzato in Germania, all'Università di Gottingen, discutendo una tesi sulla fauna di Napoli del periodo devoniano. Successivamente ha lavorato e condotto rilevazioni stratigrafiche con James Hall, con il quale ha collaborato alla stesura di alcuni degli otto volumi della Paleontologia di New York.
Dal 1886 ha lavorato come paleontologo nell'Ufficio geologico di New York, dirigendo dal 1904 fino alla morte il Museo dello Stato di New York e la divisione scientifica del Dipartimento dell'Istruzione. È stato anche, dal 1894, professore di geologia e mineralogia presso il Rensselaer Polytechnic Institute.
Autore di oltre 450 pubblicazioni scientifiche, in particolare sui fossili di mollusca e di eurypterida dei periodi siluriano e devoniano, Clarke è stato presidente della Società Geologica d'America nel 1916.